# AB Partner

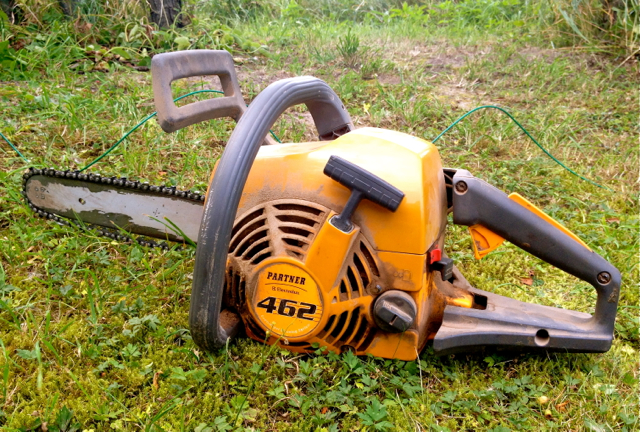
Motorsåg från Partner

AB Partner var en tillverkare av motorsågar med kontor och tillverkning i Mölndal. I Mölndal fanns tillverkningen fram till nedläggningen omkring 1980 då produktionen flyttades till Jonsered. Bolaget köptes upp av Electrolux 1978. Varumärket Partner fanns kvar fram till 2000-talet men fasades då ut. 
Under namnet Bergborrmaskiner lanserade bolaget den första svensktillverkade motorsågen Be-Bo 1948. 1955 gick AB Bergborrmaskiner samman med Göteborgs lättmetallgjuteri AB under firmanamnet AB Partner och samma år lanserades den första motorsågen under namnet Partner med Partner C6. Den första modellen som utvecklades sedan Partner bildats var Partner R11 som var den första direktdrivna svenska motorsågen. Bolaget exporterade även sina motorsågar utomlands, bland annat till USA. Bolaget ägdes av Kinnevik. Partners motorsågar hade gul färg. 
De kapsågar som säljs av Husqvarna har sitt ursprung i Partners kapsågsverksamhet som var en föregångare på området. Partner började tillverka kapsågar kring 1960 sedan en första förfrågan från en kund gjorts 1958. Partner hade bland annat stora framgångar med försäljning till räddningstjänster i Nordamerika. Husqvarnas modeller har K i modellnamnet vilket är ett arv från Partner-sågarna.

## Galleri

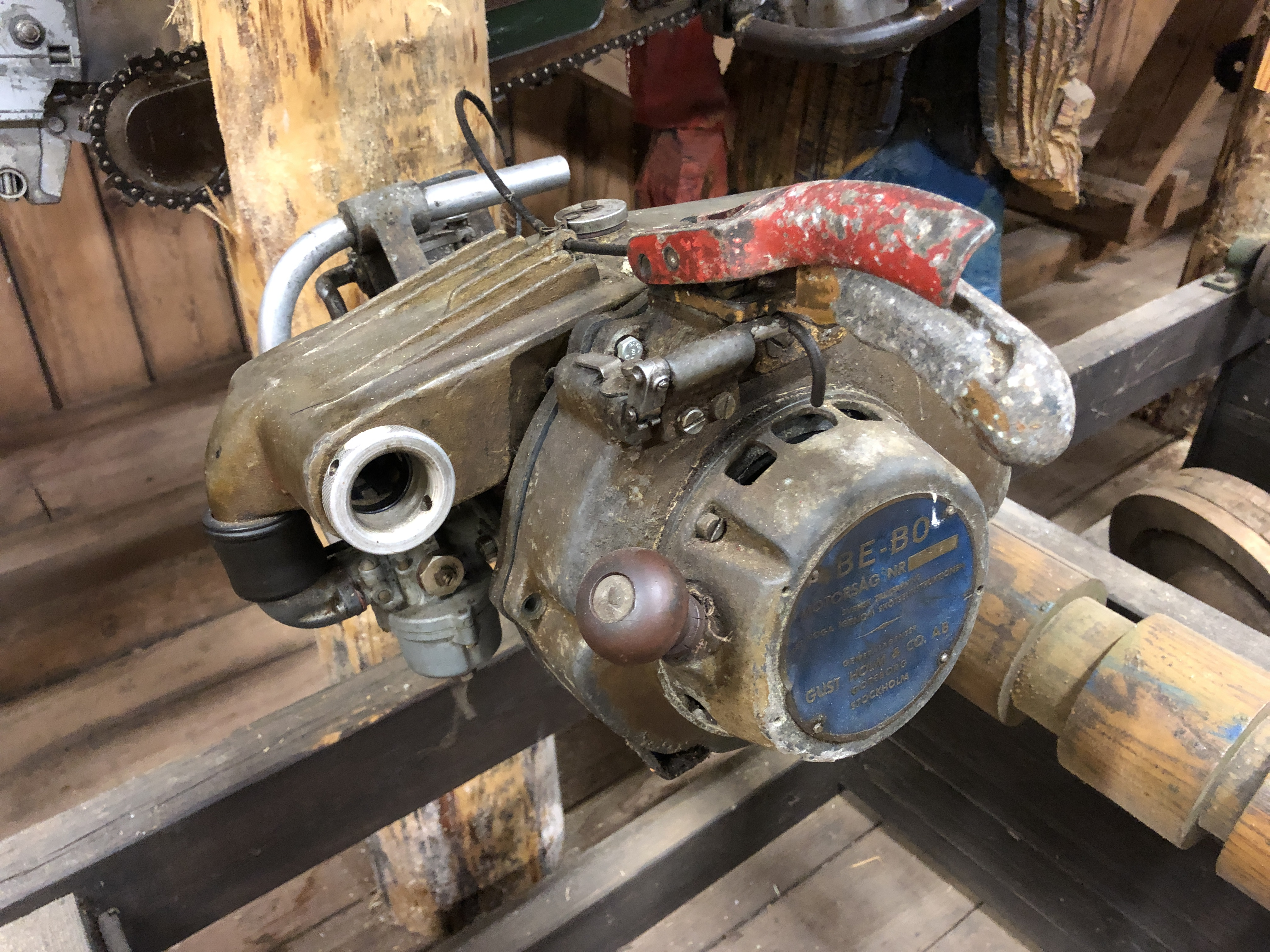
Be-Bo
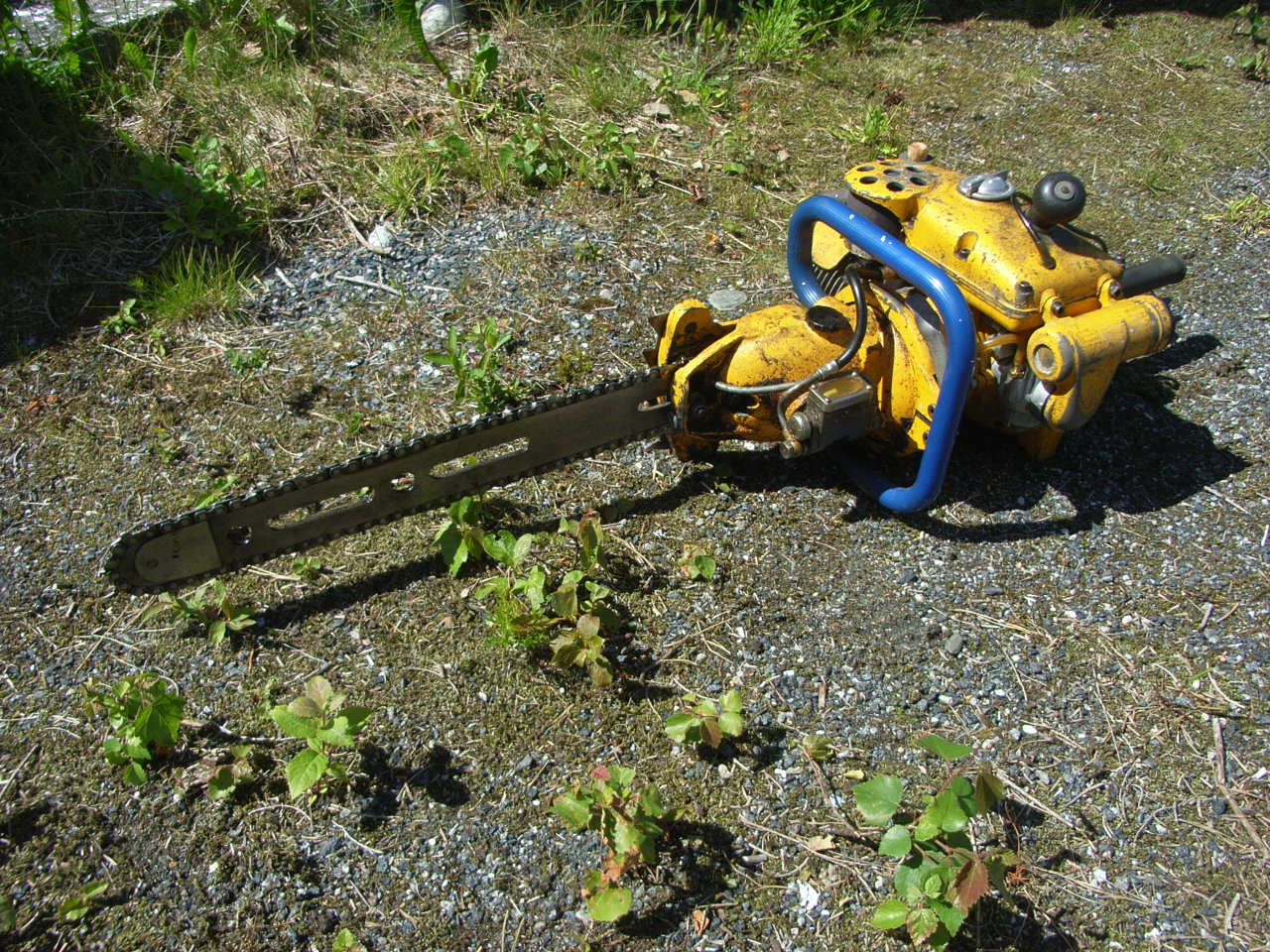
Partner C6
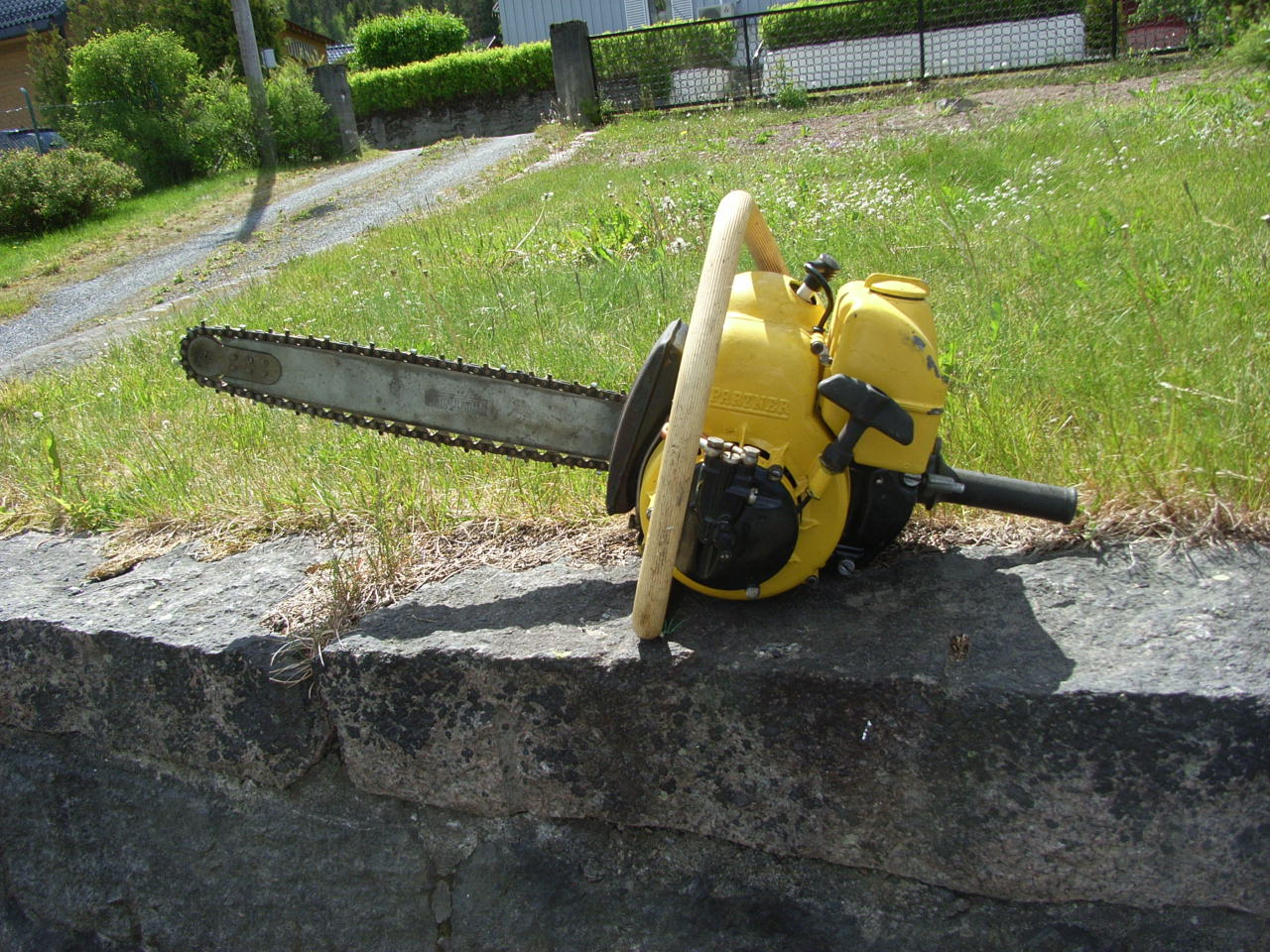
Partner R11
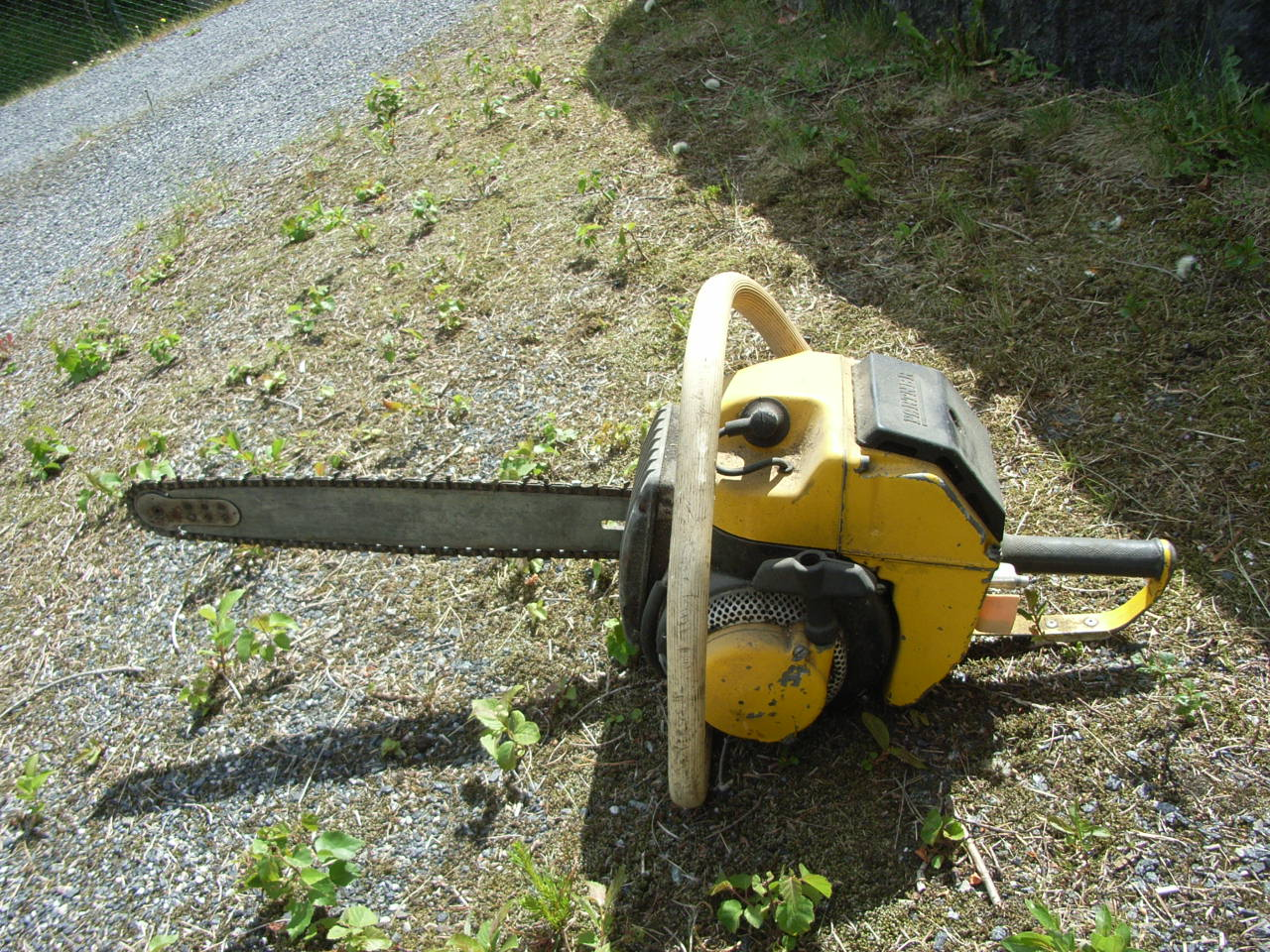
Partner R12